# ROUTE 66 (ロックバンド)
ROUTE 66（ルート・シックスティーンシックス）は、1981年から1982年にかけて活動した日本のパンク・ロックバンドである。

## メンバー
- 森雅裕（ボーカル）
- 齋藤邦男（ギター）
- 石井明夫（ベース）
- 近藤一也（ドラム）

## 概要
新宿STUDIO JAMによるシリーズギグ・EMOTIONAL MARKET、ザ・スターリンのTAM主催によるADK-DAY、GAUZEの消毒ギグ、1982年の東京大学赤門ギグなど、1980年代初期のパンク・ロック/ハードコア・パンク史を語るうえで避けて通れない数々の重要なギグに出演。また、1983年にCITY ROCKER RECORDSからリリースされたオムニバスアルバム"OUTSIDER"に、代表曲が2曲収録。初期ロンドンパンクに影響を受けながらもロックンロールを基調とし、親しみやすいメロディラインとシンプルかつストレートに一気に突っ走る曲で人気を博す。当時メンバーは全員が現役高校生であり、パンク・ロック/ハードコア・パンクシーンでは異彩を放つ存在だった。

## 結成に至るまで
森雅裕と齋藤邦男は中野富士見中学校（現中野区立南中野中学校）の同級生で、同校を卒業して暫く経ったころにバンドTHE ROWDIESを結成し森はボーカル、齋藤はギターをそれぞれ担当。地元の南部青年館などでギグを行ない、音楽活動をスタートさせる。また、2人はローラー族として週末には原宿の歩行者天国で踊ったりもしていた。
1981年前半、当時過激なライブパフォーマンスでロックシーンと世間を騒がせていたザ・スターリンのギグへ行った時に、同中学校で一年後輩の石井明夫と偶然再会する。石井はそのころパンク・ロック・バンド、病原体を率い、自身はボーカリスト兼ベーシストとして活動。この時のザ・スターリンのギグから数ヵ月後、森は病原体とMIDDLE→CLASSのギグに訪れる。その時に石井からMIDDLE→CLASSのドラマーとして活動していた近藤一也を紹介される。近藤は石井と同じ高校の同級生で、軽音楽部では石井と一緒にバンドを組んでいた。病原体もMIDDLE→CLASSも精力的に活動していたが、このころには両バンドともほとんど同時期に解散することが決まっていた。そこで石井は、ギグに訪れた森へ新バンド結成のオファーをする。近藤と意気投合した森はオファーを受けることに決め、THE ROWDIESで一緒だった齋藤とともに参加。ボーカル・森、ギター・齋藤、ベース・石井、ドラム・近藤のラインナップでBREAKING GENERATIONを結成する。
同年11月、目黒ROCKYにおいてファーストギグを行なう。翌年1月20日には新宿STUDIO JAM主催による日本初のハードコアパンクのシリーズギグであるEMOTIONAL MARKET/PUNK PARTYに出演。同月24日、渋谷PURUCHINERAで行なわれたザ・スターリンのTAM主催によるADK-DAY 3/PUNK DAYに出演し、EXECUTEやPRETTY COCKSなどと共演する。このころのギグは演奏中に灰皿やグラスなどが飛び交う荒れたギグで、飛んできたグラスが森の顔に当たり、血を流しながら歌ったこともあった。
その後、森は時代の変遷や今後の活動を通してバンドに音楽的な変化が表れた時のためにも、BREAKING GENERATIONというネーミングから生じるある種のイメージに捕われない方が今後の活動にプラスになるのではないだろうかという考えと、単純に短いネーミングの方が人に覚えてもらいやすいだろうという考えを抱き、バンド名の改名を提案。メンバーの合意を得た森氏は、初期ロンドンパンクとともに彼らが影響を受けた50's・60'sロックンロールのスタンダードナンバーのタイトルを借用し、それを新たなバンド名とした。ここにROUTE 66が誕生する。

## ROUTE 66始動から休業まで
ROUTE 66としてのファーストギグは、1982年2月24日の新宿STUDIO JAMである。セカンドギグとしての3月7日の新宿KIMONO MY HOUSEでは、G.I.S.M.とのツーマンギグを行なう。以降、彼らの活動を列記してみると、同月17日・新宿STUDIO JAM、27日・渋谷EGG MAN、4月1日には新宿LOFTにおいてザ・スターリンのTAM主宰のADKとポリコン企画との合同で開催された東京PUNK DAYに出演。G.I.S.M.、GAUZE、HALLOWEEN、MASTURBATION、ALLERGYと共演。同月7日・14日ともに目黒ROCKY、19日・新宿LOFT、29日・福生SUNSHINE UZU、5月2日・目黒ROCKYと短くてわずか3日、長くても10日というスパンでの極めて精力的な活動を展開する。ギグのマネジメントはほとんどが石井によるもの。
このころ、彼らのリハーサル場所は千駄ヶ谷にあった。これは、石井や近藤と同じ高校の同級生で、ROUTE 66のバンドスタッフ的な存在だった山口雄司の母親の実家が空き家状態になっていたため、そこへ楽器や機材一式を持ち込みROUTE 66専用のリハーサル場所として利用したもの。以後、そこはパンクロッカーたちの溜まり場にもなり、ROUTE 66と深い親交のあったザ・スターリンのTAMやGAUZEのメンバーら、多くのパンクロッカーたちが遊びに来ていた。
5月22日から23日にかけてオールナイトで行なわれ全16バンドが結集した東大赤門ギグに出演。しかし、森は体調不良により出演出来なくなり、代わりに石井がベーシスト兼ボーカリストとして演奏する。以降も数々のギグに出演し、COMES、SCHEME、MADAME EDWARDA、JUGEND-STILなどをはじめ様々なバンドと共演する。8月9日には新宿LOFTで行なわれたGAUZEの消毒GIG Vol.5に出演。
怒涛の如く活動を続けてきた彼らであったが、ギグを重ねていく中で自分たちのやりたいことやバンドにとってプラスになるものはなんでも取り入れてきたがそれが広がり過ぎ、自分の思い描く音楽への疑問や不安などが生じ、入り乱れ、それがきっかけとなり夏に解散することを決定する。彼らは予定していた最後のギグのリハーサルと、最後のオリジナル曲となる「ラスト　ソング」の仕上げを兼ねて、伊豆高原の宿泊施設で2泊3日の合宿を行なう。
9月、EMOTIONAL MARKET開催1周年を迎えた新宿STUDIO JAMにおいて、29日に彼らのラストギグが行なわれる。解散を知ったファンたちが駆け付け、会場はステージ前までファンで埋まるほどの満員となる。ギグの途中で森は、解散という言葉は使わずに、休業することを告げ、大勢のファンに惜しまれながらもこの日を最後に活動を停止する。奇しくもファーストギグを行なった場所でのラストギグとなった。

## 再結成
1982年9月29日の新宿STUDIO JAMギグでの休業宣言から30年後の2011年、突如オリジナルメンバーでの再結成を果たす。ROUTE 66休業から4年後に森が結成するTHE CHAPPYSのメンバーにもなる元GASのドラマー・村田達也が、レコードレーベルを経営する知人とROUTE 66に関する話で盛り上がり、それがそのままアルバム製作の話へ発展したことが再結成に繋がった。ROUTE 66の1stアルバム「BREAKING GENERATION」が、バンド名にちなんで6月6日にYOUTHからリリース。その16日後の22日には、新宿STUDIO JAMでのラストギグを完全収録した2ndアルバム「LAST GIG」を同レーベルからリリースする。再結成記念とアルバム発売記念としてのギグが下北沢SHELTERにおいて行なわれることになる。
7月30日、休業宣言から30年という時を経て、ROUTE 66は活動を再開させる。当日、会場は再結成を聞きつけた古くからのファンや、先輩たちから語り継がれ当時のROUTE 66の精力的な活動内容に興味を抱いていた新しい若い世代のファンで満員となる。演奏が始まった直後からダイブの嵐となり、その後激しいモッシュが続き、ファンや当日の共演バンドのメンバーまでもが次々とステージに上がり、森と肩を組んで歌い始め、一時は森がステージに上がってくるファンたちをなだめるほどに会場は興奮のるつぼと化す。アンコール時には、もはやステージとフロアの境も感じないほどにバンドとファンとが一体となり、ギグは大盛況となる。
本来はこのギグ1回のみの予定であったが、ファンからの強い要望が相次ぎ12月24日に代々木ZHER THE ZOOで再度ギグを行なう。このギグ以降は、森の緊急手術や各メンバーそれぞれの活動とのスケジュール調整がつかず、正式な告知はされていないがこの日のギグがラストギグとなっている。

## メンバーのその後の活動
森雅裕：1986年、元GASのドラマー・村田達也とTHE CHAPPYSを結成。88年にポリコン企画から自主制作シングルをリリース。同年4月1日、FUN HOUSEから"GO!GO! CHAPPYS"でメジャーデビューをする。その後もPINKLANDやINSECT HUNTER REGENTなどでの活動後、静岡のロックミュージシャン・ROOS ROOSの自主制作ファーストアルバム"It's More A Feeling"にゲストボーカリストとしてレコーディングに参加。以降、自身のバンドで活動を続けていたが、2025年4月逝去。享年61。
齋藤邦男：1982年9月29日・新宿STUDIO JAMでのラストギグ以降は音楽活動から完全に離れ、アパレル業界に入る。今も同業界で活躍中。
近藤一也:ROUTE 66休業後、HORMONESにドラマーとして加入。その後、石井明夫&THE JOKERやSON'S TRAINで活動し、THEATRE BROOKでサポートを務める。以降も様々なバンドのサポートや企画バンドで活動する。THE WILLARDのデビュー25周年と30周年には、ゲストプレイヤーとして参加し、ボーカリスト・JUN氏の初ソロアルバムにもゲストミュージシャンとしてレコーディングに参加。
石井明夫：ROUTE 66休業後、HOLMONSにベーシストとして加入。HOLMONSを脱退して数年後、石井明夫&THE JOKERを結成。90年に7インチシングル盤「トタン屋根の上の猫/8日目の朝、街を出た」をリリース。その後はソロ活動に入り、FILE RECORDSや日本晴RECORDSなどから数枚のアルバムをリリースする。その他にもMAGIC FISHや数多くのバンドでの活動を経て、今は石井明夫 BAND OF BAKSISで精力的に活動を続けている。

## 全ギグ　リスト
-BREAKING GENERATION-
- 1981年11月：目黒ROCKY
- 1982年1月14日：目黒福祉センター
- 20日：新宿STUDIO JAM(EMOTIONAL MARKET/PUNK PARTY)
- 24日：渋谷PURUCHINERA(ADK-DAY 3/PUNK DAY)

-ROUTE 66-
- 1982年
  - 2月24日：新宿STUDIO JAM＊FIRST GIG
  - 3月
    - 7日：新宿KIMONO MY HOUSE
    - 17日：新宿STUDIO JAM
    - 27日：渋谷EGG MAN

  - 4月
    - 1日：新宿LOFT(東京PUNK DAY)

  - 7日・14日：目黒ROCKY
  - 19日：新宿LOFT
  - 29日：福生SUNSHINE UZU
- 5月
  - 2日：目黒ROCKY
  - 16日：新宿KIMONO MY HOUSE
  - 22～23日：東大赤門GIG
  - 29日：ニッポン放送　銀河スタジオ
- 6月10日：目黒CAT CITY
- 7月
  - 4日：渋谷PURUCHINERA(CHRIST DIRGE-1)
  - 7日：新宿ACB会館NEW YORK THEATER(JUST A BEAT SHOW)
  - 14日：新宿STUDIO JAM(EMOTIONAL MARKET)
  - 19日：渋谷LA MAMA
  - 31日：原宿ALPHA BOX
- 8月
  - 2日：新宿KIMONO MY HOUSE
  - 9日：新宿LOFT(GAUZE/消毒GIG Vol.5)
  - 17日：渋谷EGG MAN
  - 29日：新宿LOFT(TOKYO DOCUMENT FIVE '82 PUNKS NOW)
- 9月
  - 24日：新宿KIMONO MY HOUSE
  - 29日：新宿STUDIO JAM(EMOTIONAL MARKET/TEENAGE KICKS GIG)＊LAST GIG
- 2011年
  - 7月30日：下北沢SHELTER(再結成＆アルバム発売記念GIG)
  - 12月24日：代々木ZHER THE ZOO

## ディスコグラフィー・その他
- 1983年2月：オムニバスアルバム"OUTSIDER"(CITY ROCKER RECORDS/CR-00D)[10]
  - 1982年8月17日・渋谷EGG MANの音源から"GOOD TIMES ROCK'N'ROLL"と"ROCKIN DOLL"の2曲を収録。
- 2011年6月6日："BREAKING GENERATION"(YOUTH INC./YOUTH-124)[11][12][13][14]
  - ファーストアルバム。1982年3月27日・渋谷EGG MAN、7月7日・新宿ACB、8月17日・渋谷EGG MANのそれぞれの音源を編集したCDと、82年の日本放送でのスタジオライブ映像を収めたDVDとの2枚組からなるコンピレーション的なアルバム。帯コメントを奇形児のTATSUSHI氏とニューロティカのアツシ氏が書いている。
- 2011年6月22日："LAST GIG"(YOUTH INC./YOUTH-127)
  - 1982年9月29日・新宿STUDIO JAMでのラストギグを完全収録したセカンドアルバム。ジャケットには、当時実際に使用されたラストギグ時のフライヤーを掲載。クレイジー ケン バンドの洞口信也氏と奇形児のヤス氏が帯にメッセージを寄せている。
- 2019年10月23日："GOOD TIMES ROCK'N'ROLL"・"ROCKIN DOLL"(BREAK THE RECORDS/BTR-068)
  - 限定300枚プレスの7インチシングル盤。オムニバスアルバム"OUTSIDER"に収録の2曲をシングル盤としてリリース。予約開始直後に完売になった。
- 2011年6月6日：ROUTE 66 Tシャツ(YOUTH INC.)
  - ファーストアルバム"BREAKING GENERATION"と同時発売されたもの。バンドロゴとメンバー4人の顔写真を掲載。
- 2021年3月15日："GOOD TIMES ROCK'N'ROLL" Tシャツ(STREET-M)[15]
  - フロント、バック両プリント。バックには全ギグリストを掲載。
- 2021年3月15日："ROCKIN' DOLL" Tシャツ(STREET-M)
  - フロントに"ROCKIN DOLL"の英詩と、1982年4月29日・福生SUNSHINE UZUでの写真を掲載。結成40周年記念として、2枚同時発売したもの。